# Temporada 1947-1948 del Liceu
La temporada 1947-1948 va començar com a empresari Joan Antoni Pàmies, un entusiasta de l'òpera, que va exercir fins a l'any 1980 que es va morir, gairebé 33 anys sense interrupció.
| Temporada 1947-1948 del Liceu    |                           |                     |                   | |           |                     |
| Òpera                            | Compositor                | Director musical    | Director d'escena | Papers principals | Producció | Dates               |
| Falstaff                         | Giuseppe Verdi            |                     |                   | Giulietta Simionato |           |                     |
| Manon Lescaut                    | Giacomo Puccini           | Napoleone Annovazzi | Augusto Cardi     | Maria Caniglia, Luigi Borgonovo (20)/Emilio Ghirardini (23), Franco Beval, Vicente Riaza, Arsenio Giunta, Arsenio Giunta, Carme Gombau, Manuel Agusil (20)/Fernando Linares (23), Arsenio Giunta (20)/Fernando Linares (23), Joan Magriñà |           | 20, 23 novembre     |
| Norma                            | Vincenzo Bellini          | Vittorio Gui        |                   | Franco Beval, Manuel Gas Salvador, Maria Caniglia, Ebe Stignani, Carme Gombau, Arsenio Giunta |           |                     |
| La vedova scaltra                | Ermanno Wolf-Ferrari      | Napoleone Annovazzi | A. Cardi          | Dolores Ottani, Giuseppe Modesti, Vladimiro Badiali, Manuel Gas, Rodolfo Moraro, Orenalla Rovero, Emilio Ghirardini |           | 29 de novembre      |
| Martha                           | Friedrich von Flotow      | Napoleone Annovazzi | A. Cardi          | Gianni Poggi, Ornella Rovero, Emilio Ghirardini, Giulietta Simionato, Giuseppe Modesti |           | novembre            |
| La forza del destino             | Giuseppe Verdi            | Josep Sabater       |                   | Maria Caniglia, Cesare Siepi, Delia Sanzio, Franco Beval, Luigi Borgonovo, Giulietta Simionato |           | desembre            |
| Mignon                           | Ambroise Thomas           | Napoleone Annovazzi |                   | Cesare Siepi, Gianna Pederzini, Rodolfo Moraro, Gina Bernelli/Lolita Torrentó |           | desembre            |
| Anna Bolena                      | Gaetano Donizetti         | Napoleone Annovazzi |                   | Sara Scuderi, Cesare Siepi, Giulietta Simionato, Manuel Ausensi, Carme Antic |           | 30 de desembre      |
| Carmen                           | George Bizet              | Josep Sabater       | Augusto Cardi     | Gianna Pederzini, Antonio Annaloro/Eduardo Ordóñez, Manuel Ausensi, Assumpció Serra |           | 1 de gener          |
| El gato con botas                | Xavier Montsalvatge       |                     |                   | |           | 10 de gener         |
| El mozo que casó con mujer brava | Carles Suriñach i Wrokona |                     |                   | |           | 10 de gener         |
| Le Rossignol                     | Ígor Stravinski           |                     |                   | |           | 20 de gener         |
| L'Orfeo                          | Claudio Monteverdi        |                     |                   | |           |                     |
| Il trovatore                     | Giuseppe Verdi            | Josep Sabater       | Augusto Cardi     | Luigi Borgonovo, Juana Luisa Gamazo, Giulietta Simionato (18 desembre) / Ebe Stignani (20, 26 desembre), José Soler, Lluís Corbella, Carme Gombau, Arsenio Giunta, Fernando Linares                                                       |           | 18, 20, 26 desembre |
| Mignon                           | Ambroise Thomas           |                     |                   | |           |                     |
| El giravolt de maig              | Eduard Toldrà             |                     |                   | |           |                     |
| Sadko                            | Nikolai Rimski-Kórsakov   |                     |                   | |           |                     |
| La fira de Soročinsk             | Modest Mússorgski         |                     |                   | |           |                     |
| La ciutat invisible de Kitege    | Nikolai Rimski-Kórsakov   |                     |                   | |           |                     |
| Parsifal                         | Richard Wagner            |                     |                   | |           |                     |
| Der fliegende Holländer          | Richard Wagner            | Kurt Rothenbühler   | Max Terpis        | Ljubomir Vischegonov, Livia Fehér-Peri, Vincent Maria Demetz, Margret Weth-Falke, Walter Niklaus, Andreas Boehm |           | 6, 8 i 14 febrer    |
| Tannhäuser                       | Richard Wagner            |                     |                   | Victòria dels Àngels |           | febrer              |
| El cavaller de la rosa           | Richard Strauss           |                     |                   | |           |                     |
| La Wally                         | Alfredo Catalani          |                     |                   | |           |                     |